# Union populaire (Bulgarie)
Pour les articles homonymes, voir Union populaire.
L'Union populaire (en bulgare Народен съюз, НС/NS) était une coalition partis politiques bulgares formée par le Parti démocrate, l'Union populaire agrarienne et quelques micro-partis.

## Histoire
L'union fut formée, fin 1994, par le Parti démocrate, l'Union populaire agrarienne et quelques autres partis politiques de moindre importance.
À l'occasion des élections législatives de 1997 et 2001, elle avait rejoint l'union Forces démocratiques unies.
Lors de la campagne pour les élections législatives de 2005, l'union avait cessé d'exister : le Parti démocrate était resté dans la coalition Forces démocratiques unies alors que l'Union populaire agrarienne avait rejoint l'Union populaire bulgare.